# Загальна хімія
Назва предмету Загальна хімія — означає основи хімії, її ґрунтовні (фундаментальні) поняття, які охоплюють хімію як науку в цілому. Тобто предмет «Загальна хімія» створює фундамент понять цілої хімії.
Загальна хімія — курс хімії у вишах, який являє собою сукупність ряду розділів неорганічної, органічної, фізичної, аналітичної хімії, а також інших напрямів хімічної науки. Основами сучасного курсу загальної хімії є вчення про будову атома і періодичний закон Менделєєва.
Загальна хімія зазвичай включає інформацію про хімічні та фізичні властивості найважливіших неорганічних, органічних речовин, основні відомості про теорії будови речовини, елементи хімічної термодинаміки та кінетики, вчення про розчини, відомості про закономірності органічного синтезу, основи фізико-хімічного аналізу речовин тощо.
Загальною хімією також іноді називають довільно вибрану сукупність розділів різних напрямків хімічної науки, щоб підкреслити певну неадекватність і еклектичність наявної рубрикації хімічної науки (наприклад, неорганічна та органічна хімія — в основі рубрикація по об'єктах дослідження, аналітична хімія — в основі рубрикація мети і методи дослідження).

## Приклади фундаментальних понять
- Будова атома
- Періодична система елементів
- Хімічні зв'язки
- Основи стехіометрії
- Кислоти, основи, солі
- Окисно-відновні реакції
- Частково: основи термодинаміки, хімічної кінетики, каталізу та концепції квантової хімії.

## Значення загальної хімії
На противагу до інших природничих дисциплін існує лише в хімії лат. Terminus Technicus Загальна хімія (наприклад назва Загальна фізика не існує). Цим наголошується існування і значення ґрунтовних знань для розуміння всієї хімії. Без мінімальних знань про будову атома, властивостей різних хімічних сполук, основ поведінки кислот та основ та різних концепцій окисно-відновних процесів неможливо опрацьовувати лише спеціальні ділянки в хімії. Отже стоїть Загальна хімія завжди на початку кожного хто хоче займатися хімією.